# Blind Getrouwd
Blind Getrouwd is een Belgisch realityprogramma dat gebaseerd is op het Deense Gift Ved Første Blik (Gehuwd op het eerste gezicht). In het programma worden vrijgezellen door experts gematcht. De koppels huwen na de eerste ontmoeting, gaan op huwelijksreis en wonen zes weken samen voordat ze besluiten om gehuwd te blijven of om te scheiden.
Het programma wordt geproduceerd door PIT. en wordt sinds maandag uitgezonden op de Vlaamse zender VTM. Seizoenen 6 en 7 werden uitgezonden op zondag.
In de eerste 8 seizoenen zijn 33 koppels samengesteld door 8 experten waarvan 17 koppels ja zeiden op het definitieve beslismoment en waarvan nog 8 koppels nog steeds getrouwd zijn. In het negende seizoen bleven 2 van de 4 bij elkaar op het definitieve beslissingsmoment in de laatste aflevering. 

## Concept
In Blind Getrouwd worden koppels gehuwd die elkaar nog nooit ontmoet hebben. Ze worden gematched door een team zogenaamde "experten". Gedurende zes weken testen de koppels hun match, waarna ze beslissen of ze verder willen met hun huwelijk. Vanaf het vijfde seizoen in 2020 blijven de koppels zeven weken samen.

### Matching
De matching gebeurt in verschillende fases.
1. Grote selectie door VTM zelf waarna een samengesteld Blind Getrouwd-formule de testresultaten van elke kandidaat naast elkaar legt. Een mogelijk koppel moet minimum 75% halen om naar de volgende selectie te gaan.
2. De experten gaan in gesprek en gaan op huisbezoek met de overige kandidaten. Elke expert onderzoekt de kandidaat in zijn eigene expertise-gebied.
3. De experten leggen alle informatie samen en zoeken de koppels die volgens hen allemaal de beste match vormen.

### De experts
In de eerste twee seizoenen waren dat de klinisch psycholoog dr. Gert Martin Hald, de klinisch psychologe, relatie- en psychotherapeute Margo Van Landeghem, de seksuoloog Alexander Witpas en de seksuologe, filosofe en gezinstherapeute Sybille Vanweehaeghe. Vanaf het derde seizoen maakt ook Wim Slabbinck, klinisch seksuoloog en antropoloog, deel uit van de experten. Na vier seizoenen, en het minder succesvolle vierde seizoen, werd het programma grondig geëvalueerd. Ook een deel van de experts werd vernieuwd. In seizoen vijf werden seksuologe Lotte Vanwezemael, relatie- en psychotherapeut Filip Geelen en psycholoog en relatietherapeut Sarah Hertens toegevoegd. Alle experts van seizoen 5 waren ook opnieuw van de partij in seizoen 6. In seizoen 7 werd Ingeborg Sergeant toegevoegd. Zij kwam in de plaats van Lotte Vanwezemael en Gert Martin Hald die na 6 seizoenen stopt als expert. In seizoen 8 bleef dit ongewijzigd. Slabbinck en Hertens keerden terug in seizoen 9. Geelen was na 4 seizoenen niet meer te zien. 
| Experts              | Seizoen 1 | Seizoen 2 | Seizoen 3 | Seizoen 4 | Seizoen 5 | Seizoen 6 | Seizoen 7 | Seizoen 8 | Seizoen 9 |
| -------------------- | --------- | --------- | --------- | --------- | --------- | --------- | --------- | --------- | --------- |
| Alexander Witpas     |           |           |           |           |           |           |           |           |           |
| Margo Van Landeghem  |           |           |           |           |           |           |           |           |           |
| Sybille Vanweehaeghe |           |           |           |           |           |           |           |           |           |
| Gert Martin Hald     |           |           |           |           |           |           |           |           |           |
| Wim Slabbinck        |           |           |           |           |           |           |           |           |           |
| Lotte Vanwezemael    |           |           |           |           |           |           |           |           |           |
| Filip Geelen         |           |           |           |           |           |           |           |           |           |
| Sarah Hertens        |           |           |           |           |           |           |           |           |           |
| Gastvrouw            |           |           |           |           |           |           |           |           |           |
| Ingeborg Sergeant    |           |           |           |           |           |           |           |           |           |

## Samenvatting
| Seizoen | Koppels | Experts | Afleveringen | Eerste uitzending | Laatste uitzending | Gemiddelde kijkcijfers |
| ------- | ------- | ------- | ------------ | ----------------- | ------------------ | ---------------------- |
| 1       | 3       | 4       | 8            | 7 maart 2016      | 25 april 2016      | 845.445                |
| 2       | 4       | 4       | 10           | 30 januari 2017   | 3 april 2017       | 942.031                |
| 3       | 5       | 5       | 11           | 29 januari 2018   | 9 april 2018       | 1.084.206              |
| 4       | 5       | 4       | 11           | 28 januari 2019   | 8 april 2019       | 879.669                |
| 5       | 4       | 5       | 11           | 16 februari 2020  | 26 april 2020      | 920.018                |
| 6       | 4       | 5       | 11           | 14 februari 2021  | 25 april 2021      | 727.665                |
| 7       | 4       | 4       | 11           | 5 september 2022  | 14 november 2022   | 520.783                |
| 8       | 4       | 4       | 13           | 4 september 2023  | 27 november 2023   | 635.674                |
| 9       | 4       | 2       | 13           | 2 september 2024  | 9 december 2024    |                        |

## Seizoenen

### Seizoen 1
De koppels:
| # | Koppel              | Leeftijd | Geslacht | Woonplaats        | Beroep                        | Definitieve beslissing | Huidige status |
| - | ------------------- | -------- | -------- | ----------------- | ----------------------------- | ---------------------- | -------------- |
| 1 | Inge Van Roosbroeck | 31       | ♀        | Heist-op-den-Berg | Werkzoekend                   | Ja                     | Gescheiden     |
| 1 | Jonas Wielandt      | 30       | ♂        | Westdorpe         | Inspecteur Haven Gent         | Ja                     | Gescheiden     |
| 2 | Daisy Van Lierde    | 26       | ♀        | Deinze            | Sales agent                   | Nee                    | Gescheiden     |
| 2 | Geert Van Damme     | 32       | ♂        | Leuven            | Financieel Analist            | Nee                    | Gescheiden     |
| 3 | Nuria Gilizintinova | 28       | ♀        | Kortrijk          | Zorgkundige                   | Ja                     | Gehuwd         |
| 3 | Stijn Van Poucke    | 37       | ♂        | Kortrijk          | Zaakvoerder mannenkledingzaak | Ja                     | Gehuwd         |

Daisy en Geert scheidden. Na de finale-aflevering, werd bekend dat ook Inge en Jonas zouden scheiden. Nuria en Stijn zijn nog steeds samen.
In 2017 kondigden Nuria en Stijn aan dat ze in de zomer van 2017 opnieuw zullen trouwen. Daisy kreeg een relatie met een cameraman van het programma. Zij zijn getrouwd.

### Seizoen 2
De koppels:
| # | Koppel               | Leeftijd | Geslacht | Woonplaats  | Beroep                    | Definitieve beslissing | Huidige status |
| - | -------------------- | -------- | -------- | ----------- | ------------------------- | ---------------------- | -------------- |
| 1 | Evelien Baten        | 29       | ♀        | Vlierzele   | Zorgbegeleidster          | Ja                     | Gehuwd         |
| 1 | Nicolas Vanderhallen | 27       | ♂        | Deurne      | Productmanager            | Ja                     | Gehuwd         |
| 2 | Veerle Van den Eynde | 35       | ♀        | Antwerpen   | IT application consultant | Ja                     | Gehuwd         |
| 2 | Nick Wijns           | 30       | ♂        | Nijlen      | Vertegenwoordiger         | Ja                     | Gehuwd         |
| 3 | Tine Coenen          | 29       | ♀        | Rijkevorsel | Laborante                 | Nee                    | Gescheiden     |
| 3 | Ben Leers            | 30       | ♂        | Deurne      | Software-ontwikkelaar     | Nee                    | Gescheiden     |
| 4 | Sally De Bruyne      | 26       | ♀        | Melsele     | Notarieel juriste         | Ja                     | Gescheiden     |
| 4 | Mathias Braeckman    | 28       | ♂        | Elsene      | Planning-coördinator      | Ja                     | Gescheiden     |

2800 Vlamingen schreven zich in voor het tweede seizoen. Hieruit kwamen 4 matches. Dit seizoen was er meer opvolging door de experts.
Tine en Ben scheidden. In de epiloog van de finale-aflevering, werd bekend dat ook Sally en Mathias zouden scheiden. Evelien en Nicolas en Veerle en Nick bleven gehuwd.
VTM maakte "1 jaar na Blind Getrouwd" in het najaar 2017. In deze twee afleveringen die enkel online waren te bekijken, spendeerden alle kandidaten van het tweede seizoen een weekend samen in de Ardennen.

### Seizoen 3
De koppels:
| # | Koppel                   | Leeftijd | Geslacht | Woonplaats | Beroep                        | Match volgens experten | Definitieve beslissing               | Huidige status |
| - | ------------------------ | -------- | -------- | ---------- | ----------------------------- | ---------------------- | ------------------------------------ | -------------- |
| 1 | Marjolein Faes           | 36       | ♀        | Antwerpen  | Lifecoach                     | 87%                    | Scheidden voor het beslissingsmoment | Gescheiden     |
| 1 | Mike Van Ryssel          | 39       | ♂        | Evergem    | Projectmanager                | 87%                    | Scheidden voor het beslissingsmoment | Gescheiden     |
| 2 | Lieve Vanoverschelde     | 28       | ♀        | Brugge     | Maatschappelijk werkster      | 87%                    | Ja                                   | Gescheiden     |
| 2 | Aljosja Van der Straeten | 29       | ♂        | Gent       | Ambtenaar                     | 87%                    | Ja                                   | Gescheiden     |
| 3 | Wendy Dirven             | 30       | ♀        | Antwerpen  | Stewardess                    | 90%                    | Nee                                  | Gescheiden     |
| 3 | Damiano Fiore            | 38       | ♂        | Huldenberg | Leraar en personal coach      | 90%                    | Nee                                  | Gescheiden     |
| 4 | Esther Van Kuijk         | 31       | ♀        | Mechelen   | Jobbemiddelaar                | 79%                    | Ja                                   | Gescheiden     |
| 4 | Tim De Winter            | 30       | ♂        | Zemst      | Zelfstandig verzekeringsagent | 79%                    | Ja                                   | Gescheiden     |
| 5 | Frie Van den Brande      | 29       | ♀        | Boom       | Applicatie Specialist IT      | 96%                    | Ja                                   | Gehuwd         |
| 5 | Toon Nauwelaerts         | 30       | ♂        | Duffel     | Zelfstandig bankagent         | 96%                    | Ja                                   | Gehuwd         |

Meteen na de finale van het tweede seizoen op 3 april 2017, werden de inschrijvingen voor het derde seizoen geopend. Er waren een derde meer inschrijvingen dan het vorige seizoen. 3600 Vlamingen schreven zich in voor het derde seizoen. Hieruit kwamen 5 matches. Dit seizoen werd het team experten aangevuld met Wim Slabbinck. Het seizoen telde ook 1 aflevering meer dan de vorige. De 10 afleveringen werden aangevuld met een reünie-aflevering.
In dit seizoen trokken de koppels niet in de woning van een van de partners, maar verhuisden ze naar een nieuwe woonplaats met meubels die ze samen kozen. Omdat het samenwonen tussen Mike en Marjolein niet vlotte halverwege het programma, stelde het expertenteam voor om terug apart te gaan wonen. Mike en Marjolein zagen vanaf dan elkaar nog bijna dagelijks, maar woonden apart.
Marjolein en Mike scheidden voor het einde van het programma. Na vijf weken samenwonen bleven Frie en Toon, Esther & Tim en Lieve & Aljosja gehuwd. Wendy en Damiano beslisten om te scheiden. In de laatste aflevering, een reünie-aflevering, werden alle kandidaten herenigd. Tijdens deze reünie-aflevering, vier maanden na het begin van de opnames en de huwelijken, bleek dat Esther en Tim, Frie & Toon en Lieve & Aljosja nog steeds gehuwd waren.
Op 28 mei 2018 kwam het nieuws naar buiten dat ook Esther en Tim uit elkaar gegaan zijn. Op 9 november 2018, bijna 1 jaar na hun huwelijk, maakten Lieve en Aljosja bekend dat ze gescheiden zijn.

### Seizoen 4
De koppels:
| # | Koppel             | Leeftijd | Geslacht | Woonplaats  | Beroep                                   | Match volgens experten | Definitieve beslissing | Huidige status |
| - | ------------------ | -------- | -------- | ----------- | ---------------------------------------- | ---------------------- | ---------------------- | -------------- |
| 1 | Jolien Baeten      | 29       | ♀        | Etterbeek   | Accountmanager                           | 73%                    | Nee                    | Gescheiden     |
| 1 | Lenny Janssens     | 36       | ♂        | Temse       | Friturist en uitbater B&B                | 73%                    | Nee                    | Gescheiden     |
| 2 | Joke Zwanckaert    | 31       | ♀        | Gent        | Leerkracht                               | 94%                    | Ja                     | Gescheiden     |
| 2 | Stijn Van Goethem  | 30       | ♂        | Stekene     | Accountmanager                           | 94%                    | Ja                     | Gescheiden     |
| 3 | Annelies Huibers   | 29       | ♀        | Kessel-Lo   | Leerkracht                               | Onbekend               | Nee                    | Gescheiden     |
| 3 | Joris Brauns       | 31       | ♂        | Antwerpen   | Zaakvoerder IT Consultancy               | Onbekend               | Nee                    | Gescheiden     |
| 4 | Line Verckist      | 29       | ♀        | Antwerpen   | PhD-assistent Bio-medische wetenschappen | 84%                    | Ja                     | Gehuwd         |
| 4 | Victor van Meerten | 29       | ♂        | Arendonk    | Officemanager                            | 84%                    | Ja                     | Gehuwd         |
| 5 | Elke Voorspoels    | 37       | ♀        | Zwijndrecht | Productassistant                         | 97%                    | Ja                     | Gescheiden     |
| 5 | Tim Beer           | 35       | ♂        | Schoten     | Keyaccountmanager                        | 97%                    | Ja                     | Gescheiden     |

Op 3 april 2018, nog voor de laatste aflevering van het derde seizoen, werden de inschrijvingen voor het vierde seizoen geopend. 3700 Vlamingen stelden zich kandidaat. Uit deze groep werden 5 koppels samengesteld.
Jolien en Lenny scheidden. Ook Annelies en Joris beslisten op het beslissingsmoment om te scheiden. Tijdens de laatste aflevering werd bekend dat ook Joke & Stijn en Elke & Tim zouden scheiden. Ook de kijkcijfers waren dit seizoen in dalende lijn.
Line en Victor hernieuwden in oktober 2019 hun huwelijksgeloften voor hun eerste huwelijksverjaardag.

### Seizoen 5
De koppels:
| # | Koppel            | Leeftijd | Geslacht | Woonplaats | Beroep                             | Definitieve beslissing | Huidige status |
| - | ----------------- | -------- | -------- | ---------- | ---------------------------------- | ---------------------- | -------------- |
| 1 | Laura Lieckens    | 27       | ♀        | Turnhout   | Interieurarchitecte                | Nee                    | Gescheiden     |
| 1 | Sonny Wagemans    | 30       | ♂        | Antwerpen  | Process operator                   | Nee                    | Gescheiden     |
| 2 | Nick Laenen       | 38       | ♂        | Antwerpen  | Steward                            | Nee                    | Gescheiden     |
| 2 | Christophe Ramont | 38       | ♂        | Gent       | Ambtenaar                          | Nee                    | Gescheiden     |
| 3 | Tatiana Rogier    | 29       | ♀        | Asper      | Winkelbediende Colruyt             | Nee                    | Gescheiden     |
| 3 | Lothar Callaerts  | 26       | ♂        | Puurs      | Vertegenwoordiger kleding          | Nee                    | Gescheiden     |
| 4 | Winnie Bogaerts   | 28       | ♀        | Lier       | Site manager Janssen Pharmaceutica | Ja                     | Gehuwd         |
| 4 | Jonah Hulselmans  | 30       | ♂        | Arendonk   | IT consultant                      | Ja                     | Gehuwd         |

Begin april 2019 werden de inschrijvingen geopend voor een vijfde seizoen. In juli maakten de programmamakers bekend dat ze actief naar holebi-kandidaten zochten, en ze genoeg kandidaten nodig hadden om een potentiële match te kunnen vormen. Op 20 januari 2020 werd bevestigd dat er een holebi-koppel zal deelnemen aan het vijfde seizoen. Er waren meer dan 3000 inschrijvingen.
Vanaf het vijfde seizoen bleven de koppels zeven weken gehuwd. Halverwege werd er ook voor het eerst een bootcamp georganiseerd met opdrachten van de experten.
Winnie en Jonah waren het enige koppel dat samen bleef. Op 5 oktober 2024, hun vijfde huwelijksverjaardag, trouwden ze opnieuw.

### Seizoen 6
De koppels:
| # | Koppel           | Leeftijd | Geslacht | Woonplaats | Beroep                                   | Definitieve Beslissing               | Huidige status |
| - | ---------------- | -------- | -------- | ---------- | ---------------------------------------- | ------------------------------------ | -------------- |
| 1 | Candice Martens  | 31       | ♀        | Beveren    | Lerares secundair onderwijs              | Ja                                   | Gescheiden     |
| 1 | Marijn Lenaerts  | 36       | ♂        | Binkom     | Projectmanager                           | Ja                                   | Gescheiden     |
| 2 | Hanne De Vuyst   | 31       | ♀        | Lier       | Lerares basisonderwijs                   | Nee                                  | Gescheiden     |
| 2 | Davy Castelyn    | 33       | ♂        | Gent       | Ambtenaar bij de lokale politie          | Nee                                  | Gescheiden     |
| 3 | Veerle Gyselings | 56       | ♀        | Lubbeek    | Management assistent                     | Scheidden voor het beslissingsmoment | Gescheiden     |
| 3 | Sven Soetens     | 50       | ♂        | Stekene    | Huwelijksfotograaf                       | Scheidden voor het beslissingsmoment | Gescheiden     |
| 4 | Nathalie Rots    | 33       | ♀        | Ekeren     | Accountmanager in een communicatiebureau | Nee                                  | Gescheiden     |
| 4 | Dennis Volkaerts | 34       | ♂        | Hemiksem   | Commercieel manager                      | Nee                                  | Gescheiden     |

Na de opening van de inschrijvingen waren er al na zes weken meer dan 3.600 inschrijvingen. De makers riepen ook 45-plussers op zich in te schrijven. Begin februari 2021 werd bekend dat er voor het eerst een koppel vijftigplussers deelnam. Beide kandidaten waren al eerder gehuwd. Het was ook de eerste keer dat gescheiden deelnemers deelnamen. De opnames gebeurden volgens de corona-richtlijnen. Het programma ging van start op Valentijn 2021.
Veerle en Sven scheidden 10 dagen voor het einde van het programma.
Candice en Marijn waren het enige koppel dat samen bleef na de finale uitzending. Na twee jaar besloten ook zij te scheiden.

### Seizoen 7
De koppels:
| # | Kandidaten         | Leeftijd | Geslacht | Woonplaats | Beroep                          | Definitieve Beslissing | Huidige status |
| - | ------------------ | -------- | -------- | ---------- | ------------------------------- | ---------------------- | -------------- |
| 1 | Florence Vandoorne | 29       | ♀        | Hoboken    | Spoedverpleegkundige            | Ja                     | Gehuwd         |
| 1 | Jiri Punt          | 35       | ♂        | Malle      | Inspecteur Federale Wegpolitie  | Ja                     | Gehuwd         |
| 2 | Dziubi Steenbergen | 29       | ♂        | Antwerpen  | Senior research manager         | Ja                     | Gescheiden     |
| 2 | Brecht De Geyter   | 27       | ♂        | Gent       | Leerkracht                      | Ja                     | Gescheiden     |
| 3 | Lien Opdebeeck     | 30       | ♀        | Aarschot   | Zelfstandige koffie- en theebar | Nee                    | Gescheiden     |
| 3 | Joren Dumont       | 36       | ♂        | Lennik     | Field Sales Manager             | Nee                    | Gescheiden     |
| 4 | Jana De Bosscher   | 29       | ♀        | Lokeren    | Kleuterjuf                      | Nee                    | Gescheiden     |
| 4 | Christiaan Graulus | 28       | ♂        | Geel       | Spoedverpleegkundige            | Nee                    | Gescheiden     |

Er waren meer dan 4.000 inschrijvingen. Nieuw dit seizoen was dat de koppels veel meer in groep deden. Zo vierden ze samen hun huwelijksfeest en ook hun huwelijksreis.
Brecht & Dziubi bleven gehuwd. Ook Florence & Jiri bleven getrouwd aan het einde van het programma. Lien & Joren scheidden. Ook Jana & Christiaan scheidden onverwacht aan het einde van het programma. Jana had twee brieven voor het beslissingsmoment, een primeur. In april 2023 raakte bekend dat Brecht & Dziubi niet langer een koppel vormen.

### Seizoen 8
De koppels:
| # | Kandidaten            | Leeftijd | Geslacht | Woonplaats | Beroep                            | Definitieve Beslissing | Huidige status |
| - | --------------------- | -------- | -------- | ---------- | --------------------------------- | ---------------------- | -------------- |
| 1 | Jolien De Neve        | 32       | ♀        | Kalken     | Stewardess                        | Ja                     | Gehuwd         |
| 1 | Brecht Heldenbergh    | 32       | ♂        | Gooik      | Leerkracht Lichamelijke opvoeding | Ja                     | Gehuwd         |
| 2 | Emma Ramirez          | 31       | ♀        | Gent       | Learning & development expert     | Ja                     | Gescheiden     |
| 2 | Emile Vandekerckhove  | 28       | ♂        | Zwijnaarde | Sales engineer                    | Ja                     | Gescheiden     |
| 3 | Isabelle Olivier      | 26       | ♀        | Mechelen   | Hotelmanager                      | Nee                    | Gescheiden     |
| 3 | Matthieu Angel        | 32       | ♂        | Overijse   | IT Team Manager                   | Nee                    | Gescheiden     |
| 4 | Fleur Billiet         | 28       | ♀        | Varsenare  | Retail Store Manager              | Nee                    | Gescheiden     |
| 4 | Alexander Scherpereel | 28       | ♂        | Etterbeek  | Group Account Manager             | Nee                    | Gescheiden     |

Voor het achtste seizoen waren er vier mannen en vier vrouwen. Bij de start van het programma werd aangekondigd dat de koppels vier uitzonderlijk goede matches waren. Tijdens het beslissingsmoment beslisten zowel Isabelle & Matthieu als Fleur & Alexander om te scheiden. Beide vrouwen wouden tijdens het programma langer de relaties nog een kans geven. Emma & Emile beslisten hun huwelijk verder te zetten, maar kondigden tijdens de reunie in de laatste aflevering dat ze uit elkaar waren. Jolien en Brecht bleven gehuwd. In de laatste aflevering was te zien hoe Brecht Jolien opnieuw ten huwelijk vroeg.

### Seizoen 9
De koppels:
| # | Kandidaten           | Leeftijd | Geslacht | Woonplaats | Beroep                 | Definitieve Beslissing | Huidige status |
| - | -------------------- | -------- | -------- | ---------- | ---------------------- | ---------------------- | -------------- |
| 1 | Larissa Vandevelde   | 30       | ♀        | Tienen     | Kinderbegeleidster     | Nee                    | Gescheiden     |
| 1 | Simen Schuddings     | 31       | ♂        | Ranst      | Zelfstandige grondwerk | Nee                    | Gescheiden     |
| 2 | Karlien Bongaerts    | 31       | ♀        | Hasselt    | Ergotherapeute         | Ja                     | Gehuwd         |
| 2 | Thomas Michielsen    | 31       | ♂        | Antwerpen  | Stafmedewerker         | Ja                     | Gehuwd         |
| 3 | Jorina Van Rompaey   | 32       | ♀        | Lier       | Onthaalmedewerkster    | Ja                     | Gehuwd         |
| 3 | Jidse Degraeve       | 27       | ♂        | Mechelen   | Designer               | Ja                     | Gehuwd         |
| 4 | Britt Winnepenninckx | 26       | ♀        | Gent       | Donor care officer     | Nee                    | Gescheiden     |
| 4 | Jonas Lefevere       | 29       | ♂        | Izegem     | Jeugdwerker            | Nee                    | Gescheiden     |

Nog voor het beëindigen van seizoen 8 werd een nieuw seizoen van het programma aangekondigd. Er waren ongeveer 1500 inschrijvingen, hetzelfde als het vorige seizoen.
Voor het eerst deden de programmamakers een extra oproep om een match te vinden voor vier beloftevolle singles. Hierop kwamen 400 nieuwe aanmeldingen. Hieruit werd de match van Jonas en Britt gemaakt. Desondanks hield het huwelijk geen stand en ging het koppel zelfs tijdens het experiment tijdelijk uit elkaar. Voor het eerst in het programma was er geen eenduidige keuze tijdens het beslissingsmoment. Terwijl Jonas wou verder gaan met het huwelijk, wou Britt stoppen. 
Larissa en Simen scheidden. Karlien & Thomas en Jorina & Jidse bleven gehuwd.  

## Kijkcijfers
Seizoen 1
| Afl. | Uitzenddatum België    | Aantal kijkers (Live + dezelfde dag uitgesteld kijken) |
| ---- | ---------------------- | ------------------------------------------------------ |
| 1    | 7 maart 2016           | 726.893                                                |
| 2    | 14 maart 2016          | 708.345                                                |
| 3    | 21 maart 2016          | 788.798                                                |
| 4    | 28 maart 2016          | 821.246                                                |
| 5    | 4 april 2016           | 855.594                                                |
| 6    | 11 april 2016          | 856.706                                                |
| 7    | 18 april 2016          | 922.143                                                |
| 8    | 25 april 2016 (finale) | 1.083.833                                              |

Seizoen 2
| Afl. | Uitzenddatum België   | Aantal kijkers (Live + dezelfde dag uitgesteld kijken) |
| ---- | --------------------- | ------------------------------------------------------ |
| 1    | 30 januari 2017       | 949.601                                                |
| 2    | 6 februari 2017       | 876.749                                                |
| 3    | 13 februari 2017      | 917.973                                                |
| 4    | 20 februari 2017      | 940.604                                                |
| 5    | 27 februari 2017      | 986.958                                                |
| 6    | 6 maart 2017          | 983.861                                                |
| 7    | 13 maart 2017         | 949.463                                                |
| 8    | 20 maart 2017         | 947.752                                                |
| 9    | 27 maart 2017         | 865.849                                                |
| 10   | 3 april 2017 (finale) | 1.001.495                                              |

Seizoen 3
| Afl. | Uitzenddatum België | Aantal kijkers (Live + dezelfde dag uitgesteld kijken) |
| ---- | ------------------- | ------------------------------------------------------ |
| 1    | 29 januari 2018     | 984.893                                                |
| 2    | 5 februari 2018     | 1.030.316                                              |
| 3    | 12 februari 2018    | 1.057.270                                              |
| 4    | 19 februari 2018    | 1.011.119                                              |
| 5    | 26 februari 2018    | 1.120.587                                              |
| 6    | 5 maart 2018        | 1.043.326                                              |
| 7    | 12 maart 2018       | 1.137.054                                              |
| 8    | 19 maart 2018       | 1.118.978                                              |
| 9    | 26 maart 2018       | 1.153.461                                              |
| 10   | 2 april 2018        | 1.227.200                                              |
| 11   | 9 april 2018        | 1.042.058                                              |

Het programma bereikte een record van 1.410.920 kijkers (+ uitgesteld) met aflevering 10 van seizoen 3.
Seizoen 4
| Afl. | Uitzenddatum België | Aantal kijkers (Live + dezelfde dag uitgesteld kijken) |
| ---- | ------------------- | ------------------------------------------------------ |
| 1    | 28 januari 2019     | 952.328                                                |
| 2    | 4 februari 2019     | 918.396                                                |
| 3    | 11 februari 2019    | 1.053.619                                              |
| 4    | 18 februari 2019    | 939.053                                                |
| 5    | 25 februari 2019    | 882.614                                                |
| 6    | 4 maart 2019        | 842.390                                                |
| 7    | 11 maart 2019       | 824.384                                                |
| 8    | 18 maart 2019       | 864.241                                                |
| 9    | 25 maart 2019       | 879.585                                                |
| 10   | 1 april 2019        | 784.084                                                |
| 11   | 8 april 2019        | 735.663                                                |

Seizoen 5
| Afl. | Uitzenddatum België | Aantal kijkers (Live + dezelfde dag uitgesteld kijken) |
| ---- | ------------------- | ------------------------------------------------------ |
| 1    | 16 februari 2020    | 884.079                                                |
| 2    | 23 februari 2020    | 903.932                                                |
| 3    | 1 maart 2020        | 908.798                                                |
| 4    | 8 maart 2020        | 826.357                                                |
| 5    | 15 maart 2020       | 877.894                                                |
| 6    | 22 maart 2020       | 1.019.891                                              |
| 7    | 29 maart 2020       | 1.102.874                                              |
| 8    | 5 april 2020        | 927.847                                                |
| 9    | 12 april 2020       | 867.564                                                |
| 10   | 19 april 2020       | 981.339                                                |
| 11   | 26 april 2020       | 819.621                                                |

Seizoen 6
| Afl. | Uitzenddatum België | Aantal kijkers (Live + dezelfde dag uitgesteld kijken) |
| ---- | ------------------- | ------------------------------------------------------ |
| 1    | 14 februari 2021    | 811.388                                                |
| 2    | 21 februari 2021    | 803.083                                                |
| 3    | 28 februari 2021    | 805.452                                                |
| 4    | 7 maart 2021        | 771.682                                                |
| 5    | 14 maart 2021       | 778.534                                                |
| 6    | 21 maart 2021       | 676.940                                                |
| 7    | 28 maart 2021       | 671.854                                                |
| 8    | 4 april 2021        | 622.357                                                |
| 9    | 11 april 2021       | 700.456                                                |
| 10   | 18 april 2021       | 663.259                                                |
| 11   | 25 april 2021       | 699.310                                                |

Seizoen 7
| Afl. | Uitzenddatum België | Aantal kijkers (Live + dezelfde dag uitgesteld kijken) |
| ---- | ------------------- | ------------------------------------------------------ |
| 1    | 5 september 2022    | 400.621                                                |
| 2    | 12 september 2022   | 391.791                                                |
| 3    | 19 september 2022   | 500.135                                                |
| 4    | 26 september 2022   | 508.602                                                |
| 5    | 3 oktober 2022      | 505.576                                                |
| 6    | 10 oktober 2022     | 481.624                                                |
| 7    | 17 oktober 2022     | 516.987                                                |
| 8    | 24 oktober 2022     | 574.760                                                |
| 9    | 31 oktober 2022     | 508.785                                                |
| 10   | 7 november 2022     | 613.797                                                |
| 11   | 14 november 2022    | 725.932                                                |

Seizoen 8
| Afl. | Uitzenddatum      | Aantal kijkers (Live + 7 dagen uitgesteld kijken) |
| ---- | ----------------- | ------------------------------------------------- |
| 1    | 4 september 2023  | 728.428                                           |
| 2    | 11 september 2023 | 724.904                                           |
| 3    | 18 september 2023 | 722.630                                           |
| 4    | 25 september 2023 | 785.516                                           |
| 5    | 2 oktober 2023    | 824.874                                           |
| 6    | 9 oktober 2023    | 823.793                                           |
| 8    | 23 oktober 2023   | 589.766                                           |
| 9    | 30 oktober 2023   | 533.197                                           |
| 10   | 6 november 2023   | 534.708                                           |
| 11   | 13 november 2023  | 585.662                                           |
| 12   | 20 november 2023  | 753.610                                           |
| 13   | 27 november 2023  | 656.677                                           |

Seizoen 9
| Afl. | Uitzenddatum      | Aantal kijkers (Alle schermen - Televisie & Online + 7 dagen uitgesteld kijken) |
| ---- | ----------------- | ------------------------------------------------------------------------------- |
| 1    | 2 september 2024  | 813.293                                                                         |
| 2    | 16 september 2024 | 718.458                                                                         |
| 3    | 23 september 2024 | 736.956                                                                         |
| 4    | 30 september 2024 | 767.686                                                                         |
| 5    | 7 oktober 2024    | 770.664                                                                         |
| 6    | 21 oktober 2024   | 710.145                                                                         |
| 7    | 28 oktober 2024   | 648.459                                                                         |
| 8    | 4 november 2024   | 684.753                                                                         |
| 9    | 11 november 2024  | 638.321                                                                         |
| 10   | 18 november 2024  | 693.774                                                                         |

## Spin-offs

### Blind Getrouwd Kerstspecial
In najaar 2017 gingen alle kandidaten van het tweede seizoen van Blind Getrouwd op weekend naar Ardennen om samen Kerst te vieren. Daar keken ze terug op hun deelname. Het weekend werd in twee afleveringen online beschikbaar gesteld op de website van VTM met Kerst 2017. Het programma diende als opwarmer voor het derde seizoen dat begon in voorjaar 2018.

### Meer Blind Getrouwd
In januari 2019 werd bekend dat er naast het vierde seizoen ook een online spin-off zal komen, Meer Blind Getrouwd. In dit online magazine brengen de makers van het programma extra content. Zo plaatsen ze bijvoorbeeld een babbelbox op de huwelijken van de koppels, en laten ze bekende koppels reageren op fragmenten uit de afleveringen.

### Blind Getrouwd: Naspel
Ook het vijfde seizoen heeft een online spin-off, Blind Getrouwd: Naspel. In dit online praatprogramma op VTM GO blikken Sean Dhondt en Bab Buelens elke week terug op de voorbije aflevering. Het duo praat met deelnemers, ex-deelnemers en experten, en laat ze reageren op fragmenten uit de afleveringen.

### Blind Getrouwd: De Jubilee
25 koppels huwden in de eerste zes seizoenen. Als opwarmer voor de oproep voor het zevende seizoen werden alle 50 deelnemers uit de vorige seizoenen uitgenodigd voor Blind Getrouwd: De Jubilee. Tijdens de twee afleveringen die werden uitgezonden op 25 oktober en 1 november 2021 werden de ontmoetingen tussen de deelnemers en de interviews door Ingeborg Sergeant getoond.

### Blind Getrouwd - Het vijfde huwelijk
| # | Kandidaten          | Leeftijd | Geslacht | Woonplaats | Beroep                              | Definitieve Beslissing | Huidige status |
| - | ------------------- | -------- | -------- | ---------- | ----------------------------------- | ---------------------- | -------------- |
| 1 | Karen Van Eeckhoudt | 27       | ♀        | Smetlede   | Dierenartsassistente en chocolatier | Ja                     | Nee            |
| 1 | Sharon Bracke       | 34       | ♀        | Zottegem   | Begeleidster mensen met beperking   | Ja                     | Nee            |
| 2 | Lorenzo Warie       | 32       | ♂        | Deerlijk   | Customer Support Engineer           | Ja                     | Nee            |
| 2 | Sil Poppe           | 33       | ♂        | Zele       | Uitvoerend Producent                | Ja                     | Nee            |

Het achtste seizoen kreeg een spin-off op VTM GO. Daarin werd een vijfde koppel gevolgd dat op een speciale manier werd gematcht. Hiervoor verscheen in juli 2023 een oproep voor kandidaten die gematcht wilden worden aan één van de drie singles Jonas, Karen en Steve.
Tijdens de finale van het achtste seizoen werd aangekondigd dat er een match gevonden was voor Karen. Karen en Sharon vormden het eerste lesbische koppel van Blind getrouwd.  Recensies vonden het een gemiste kans dat dit koppel niet in het standaard seizoen te zien was. De afleveringen werden uiteindelijk toch vanaf 3 december 2023 uitgezonden op VTM. In mei 2024 raakte bekend dat Karen & Sharon niet langer een koppel vormen.
Ook het negende seizoen bevat een spin-off rond 'het vijfde huwelijk'. Customer Support Engineer Lorenzo zoekt een man om lief en leed mee te delen. De uitzendingen starten op 9 december 2024 op VTM GO. 